# لوئیس اساف
لوئیس اساف (انگلیسی: Luis Aseff؛ زادهٔ ۲۲ سپتامبر ۱۹۸۳) بازیکن فوتبال اهل آرژانتین است.